# Jan Moen
Jan Olof Moen, född 2 februari 1933 i Göteborg, död 27 februari 1995 i Vejbystrand, var en svensk författare. 
Moens författarskap var mångsidigt. 1961 debuterade han med romanen Och så föll regnet. Han har även skrivit kriminalromaner, drama, musikaler, läroböcker, barn- och ungdomsböcker samt populärhistoriska böcker. Han samarbetade bland annat med Evert Lundström (kriminalromaner, under pseudonymen Julius Bark) och med K. Arne Blom (populärhistoria, bland annat Snapphaneboken, 1987) samt med ett flertal svenska deckarförfattare under den gemensamma pseudonymen Bo Lagevi. Moen, som under senare delen av sitt liv bodde i en skånegård i Vejby, utgav flera böcker med lokalhistorisk anknytning: Bjärebygd (om Båstad, 1985), Luntertun – en försvunnen stads historia (om den medeltidsstad som föregick Ängelholm, 1985) samt den stora Barkåkra – kyrkan, byarna, socknen, 1988. Han medverkade även i Ängelholm – en hembygdsbok.
Han var medlem av Skånska Deckarsällskapet.

## Priser och utmärkelser
- 1981 – Sherlock-priset för Någon måste dö
- 1989 – Lengertz litteraturpris